# 饒陽県
饒陽県（じょうよう-けん）は中華人民共和国河北省衡水市に位置する県。

## 歴史
戦国時代の趙により設置された饒邑を前身とする。前漢により饒陽県が設置された。1958年に廃止され献県に編入されたが、1962年に再設置され現在に至る。

## 行政区画
- 鎮:饒陽鎮、大尹村鎮、五公鎮、大官亭鎮、王同岳鎮、東里満鎮、留楚鎮